# Лучени (Јаши)
Лучени (рум. Luceni) насеље је у Румунији у округу Јаши у општини Викторија. Oпштина се налази на надморској висини од 40 m.

## Становништво
Према подацима из 2002. године у насељу је живело 575 становника, од којих су сви румунске националности.